# Stanislaus Lubieniecki

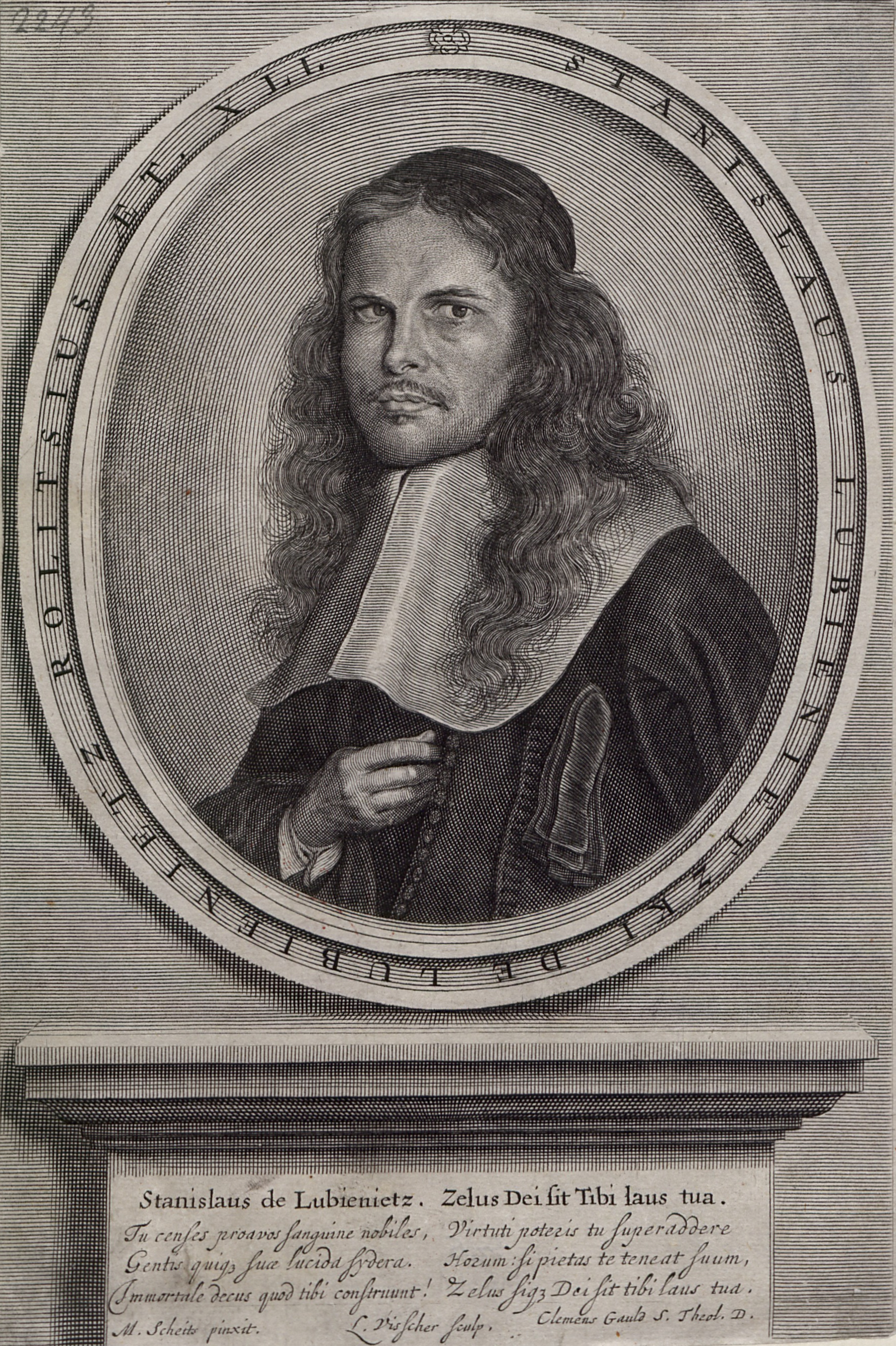
Stanislaus Lubieniecki, prent naar een gravure van Matthias Scheits en Lambert Visscher op de voorpagina van Theatrum Cometicum, 1668

Stanislaus (Stanisław) Lubieniecki (Lubienietski, Lubienitzki, Lubienietzki) (Raków (powiat Kielecki), 23 augustus 1623 - Hamburg, 18 mei 1675) was een Poolse protestante theoloog, geschiedschrijver en sterrenkundige. De krater Lubiniezky op de Maan is naar hem vernoemd.

## Theatrum Cometicum
Lubieniecki verbleef in Hamburg toen in 1664 een komeet boven de stad verscheen. Hierover correspondeerde hij met andere Europese geleerden, onder wie Ismaël Bullialdus en Henry Oldenburg. Hij verzamelde zijn waarnemingen en die van anderen in het driedelige Theatrum Cometicum, dat in 1666-1688 in Amsterdam werd uitgegeven. Het eerste deel bevatte zijn briefwisseling omtrent kometen, het tweede deel was een opsomming van komeetverschijningen en het derde deel behandelde de astrologische aspecten van kometen.
Anders dan bij sommige andere sterrenkundigen van zijn tijd, liepen astronomie en astrologie bij Lubieniecki nog door elkaar in deze verhandeling. Lubieniecki zocht te achterhalen of komeetverschijningen een betekenis hadden. Hij concludeerde dat ze gevolgd werden door zowel goede gebeurtenissen (voor goede mensen) als slechte gebeurtenissen (voor slechte mensen). Volgens hem was de grote brand van Londen in 1666 een gevolg van de komeet van 1664.

## Levensloop
Lubieniecki kwam uit een Pools adellijk geslacht. Net als zijn vader en grootvader was hij een aanhanger van de socinianistische Poolse broeders (Ecclesia Minor). Tijdens de Dertigjarige Oorlog werd zijn geboorteplaats Raków grotendeels verwoest, waaronder de socinianistische academie (Gymnasium Bonarum Artium) waar Lubieniecki een opleiding genoot. Hierna zorgde zijn vader zelf voor zijn scholing en nam hem mee op reis door Polen. Na reizen door Nederland en Frankrijk keerde hij in 1650 terug naar Polen, waar hij in 1652 assistentprediker in Toruń werd en vervolgens dominee in Czartów.
Aan het einde van de Dertigjarige Oorlog in 1660 werd beweerd dat de Poolse broeders met de Zweedse vijand zouden hebben geheuld. Lubieniecki, die betrokken was geweest bij de vredesonderhandelingen met Zweden, vluchtte naar Kopenhagen en van daaruit in 1661 naar Hamburg. In 1667 werd hij in Hamburg vervolgd voor zijn geloof en vluchtte nogmaals, ditmaal naar het vlak bij Hamburg gelegen Deense Altona. In 1674 kon hij naar Hamburg terugkeren. Hij stierf een jaar later. Volgens geruchten werd hij vergiftigd; meer waarschijnlijk stierf hij door ergotisme.
Zijn zoons Christoffel en Teodor werden kunstschilders. Ze vertrokken na de dood van hun vader in 1675 naar Amsterdam, waar Christoffel tot zijn dood bleef.

## Verder lezen
- K.E. Jordt Jørgensen, Stanisław Lubieniecki. Zum Weg des Unitarismus von Ost nach West im 17. Jahrhundert, Göttingen 1968

- Bibliothèque nationale de France: cb14064490t (data)
- CiNii: DA16663018
- Gemeinsame Normdatei: 119357100
- International Standard Name Identifier: 0000 0001 2123 9254
- Library of Congress Control Number: n85049103
- Nationale Bibliotheek van Tsjechië: mzk2009510098
- Nationale bibliotheek van Australië: 35705911
- Nationale Bibliotheek van Israël: 987007272019305171
- Nationale Bibliotheek van Polen: a0000001186637
- Nederlandse Thesaurus van Auteursnamen: 070106509
- Réseau des bibliothèques de Suisse occidentale: 02-A000107232
- RKD-Nederlands Instituut voor Kunstgeschiedenis: 485272
- Istituto Centrale per il Catalogo Unico: BVEV067765
- Système universitaire de documentation: 148419313
- Trove: 1050925
- Virtual International Authority File: 22346871
- WorldCat: E39PBJf4b9x4bjkQRgq8FH86Kd